# جان کی
جان فیلیپ کی (به انگلیسی: John Phillip Key) (زاده ۹ اوت ۱۹۶۱) سیاستمدار اهل نیوزیلند که ۳۸مین نخست وزیر این کشور است. او در دسامبر ۲۰۰۸ برای اولین بار به نخست وزیری انتخاب شد.
پدر وی که یک مهاجر انگلیسی بود و از سربازان نجات یافته جنگ جهانی دوم بود، شش سال پس از تولد جان در اثر عارضه قلبی جان خود را از دست داد. پس از مرگ پدر، مادر یهودی اتریشی وی در نهایت فقر و تنگدستی او را به همراه دو خواهرش در یک خانه دولتی در شهر کرایست چرچ بزرگ کرد.